# Canoas de Punta Sal (distrito)
Canoas de Punta Sal é um distrito peruano localizado na Província de Contralmirante Villar, região de Tumbes. Sua capital é a cidade de Cancas

## Transporte
O distrito de Canoas de Punta Sal é servido pela seguinte rodovia:
- PE-1N, que liga o distrito de Aguas Verdes (Região de Tumbes - Ponte Huaquillas/Aguas Verdes (Fronteira Equador-Peru) - e a rodovia equatoriana E50 - à cidade de Lima (Província de Lima)[2][3][4]